# Quartetto per pianoforte e archi (Mahler)
Il Quartetto per pianoforte in la minore è l'unico lavoro cameristico senza canto che ci rimane di Gustav Mahler, nonché la sua prima opera nota, composta quando ancora era studente a Vienna. L'opera è incompiuta: ce ne resta il primo tempo completo e uno schizzo del secondo. Il primo movimento, con indicazione Nicht zu schnell, in tedesco "non troppo veloce", dura solitamente tra i 10 e i 15 minuti.

## Storia della composizione
Mahler cominciò a lavorare al suo quartetto per pianoforte verso la fine del suo primo anno al Conservatorio di Vienna, quando era attorno ai 15 o 16 anni di età. Il pezzo ebbe la sua prima performance il 10 luglio 1876 al Conservatorio, il compositore al pianoforte, ma non è chiaro nella documentazione dell'epoca se al tempo il quartetto fosse completo. In diverse lettere Mahler accenna a un quartetto o a un quintetto, ma mai in modo particolare a questo. Dopo la première all'istituto, il quartetto fu eseguito a casa del dottor Theodor Billroth, amico stretto di Johannes Brahms. L'ultima esecuzione nota del pezzo nell'Ottocento si tenne a Iglau il 12 settembre 1876, sempre con Mahler al pianoforte, e vedeva in programma anche una sonata per violino di Mahler mai reperita.
Sembra che Mahler abbia deciso di pubblicarla tempo dopo la composizione, perché il manoscritto che ci è rimasto, che include anche 24 battute dello scherzo in sol minore, porta il timbro dell'editore Theodor Rättig. È stato ipotizzato che Mahler gli abbia spedito il lavoro, ma che lui l'abbia rifiutato. A seguito della scoperta del manoscritto negli anni '60 a opera della vedova del compositore, Alma Mahler Schindler,il quartetto fu eseguito per la prima volta negli Stati Uniti il 12 gennaio 1964, a New York, da Peter Serkin e il Galimir Quartet. Quattro anni più tardi ebbe la prima esecuzione nel Regno Unito, il 1º giugno 1968 alla Purcell Room di Londra, interprete il Nemet Ensemble.